# Kutxi Romero
José Carlos Romero Lorente, más conocido como Kutxi Romero, es un músico español de rock, vocalista del grupo navarro Marea. Además, también se dedica a la literatura, habiendo publicado hasta la fecha seis libros de poesía -el cuarto es un recopilatorio de los tres primeros que se encuentran actualmente descatalogados- y un recopilatorio de artículos y relatos escritos por él. 
Tiene numerosas colaboraciones con otros grupos por su característica voz, siendo uno de los mayores cantantes, colaboradores del panorama musical hispanoparlante y tiene un disco con algunas de sus colaboraciones llamado Aquí huele a Romero que vio la luz en 2013. Su hijo (Aarón Romero) es la siguiente generación, siguiendo los pasos de su padre.

## Biografía
Nació el 8 de julio de 1975 en Berriozar, municipio perteneciente a la Comunidad Foral de Navarra . Sus padres son jienenses, de Villanueva de la Reina, que emigraron a Navarra, lugar donde se conocieron. Debido a sus orígenes andaluces —fue el primer miembro de su familia nacido en Navarra— empezó a aficionarse por el rock a edad tardía, pues en su casa se solía escuchar música andaluza como el flamenco o la copla. Fue en sus años adolescentes en el instituto donde comenzó a interesarse por el rock por influencias de amigos suyos. Él mismo dice que un día de vacaciones escuchó un tema de Rosendo en la radio ("El asa del cubo") y que fue a raíz de eso cuando empezó a apasionarse por el rock. Tras terminar un módulo de grado medio de auxiliar administrativo, pasa a trabajar en una obra como peón. Allí es donde hace amistad con los que acabarían siendo los miembros fundacionales de Marea, como César, El Piñas, Alén Ayerdi o Kolibrí.
En cualquier caso, las inquietudes de Kutxi por el rock and roll de grupos como Rosendo o Barricada y su amor por la poesía fueron fuertes desde su juventud. Por eso, en el año 1999 publica su primer libro de poesía, Ruidografías, del que se distribuyen unas pocas copias, sobre todo en su Berriozar natal. Paralelamente, el grupo Marea publica su primer disco, La patera. En un principio el disco iba a llamarse «Marea» y el grupo «La Patera», pero ya existía otro grupo con ese nombre, por lo que decidieron intercambiar el nombre del grupo por el del disco y finalmente decidieron llamarse Marea. La patera, que en un primer momento era una maqueta, se pagó con el premio que consiguió al ganar el certamen de cantautores de 1998. La patera tendría una buena acogida en el circuito del rock urbano.
Con Marea publica dos discos, Revolcón y Besos de perro. En cuanto a su carrera como poeta, publica El sumidero en 2001, bajo el seudónimo José Etxailarena, y Poemas indómitos en 2003. Ambos distribuyen pocas copias.
En 2004 publicó un libro llamado León manso come mierda (reeditado en 2009) que recopilaba todas sus publicaciones anteriores y que llegó a más público. Además, con Marea se publica 28.000 puñaladas.
A lo largo de esa gira Kutxi tuvo un problema. Tuvo un accidente, sucedido durante un concierto en Lérida y que resultó en la rotura de un brazo, lo que obligó a aplazar el final de la gira.
Kutxi decide apartarse de la música durante un tiempo. En ese periodo, que llegará hasta los primeros compases de 2007, se centra en escribir una novela. En ese mismo año Kutxi y su grupo vuelven para publicar lo que sería su quinto disco, Las aceras están llenas de piojos. Nuevamente el de Berriozar combina su labor a la voz con unas poesías de corte muy personal.
En el año 2009 sale a la venta Raigambre, primer disco de la banda de flamenco rock Ja Ta Ja, proyecto alternativo a Marea del que Romero forma parte como vocalista y compositor lírico.
En 2011, Marea se reúne de nuevo y sacan a la venta En mi hambre mando yo, que, en palabras del propio Kutxi, es «el mejor disco de rock and roll de la historia» y «el disco más Marea de todos». Este álbum recibe el Disco de Oro en 2012, tras vender más de 30 000 copias del mismo.
En el parón que sigue a la gira de En mi hambre mando yo, Kutxi lanza un nuevo libro, titulado El carretero cosaco, publicado en julio de 2015 como «regalo por su 40 cumpleaños».
En 2016 publica su primer disco en solitario No soy de nadie.
A finales del 2017 publica el libro Allanamientos, que recoge artículos, prólogos y notas de prensa que él mismo ha recopilado en los últimos tiempos.
El 12 de abril de 2019 vuelve a sacar nuevo disco con Marea "El Azogue".

## Obra

### Literaria
- Ruidografías (1999)
- El sumidero (2001)

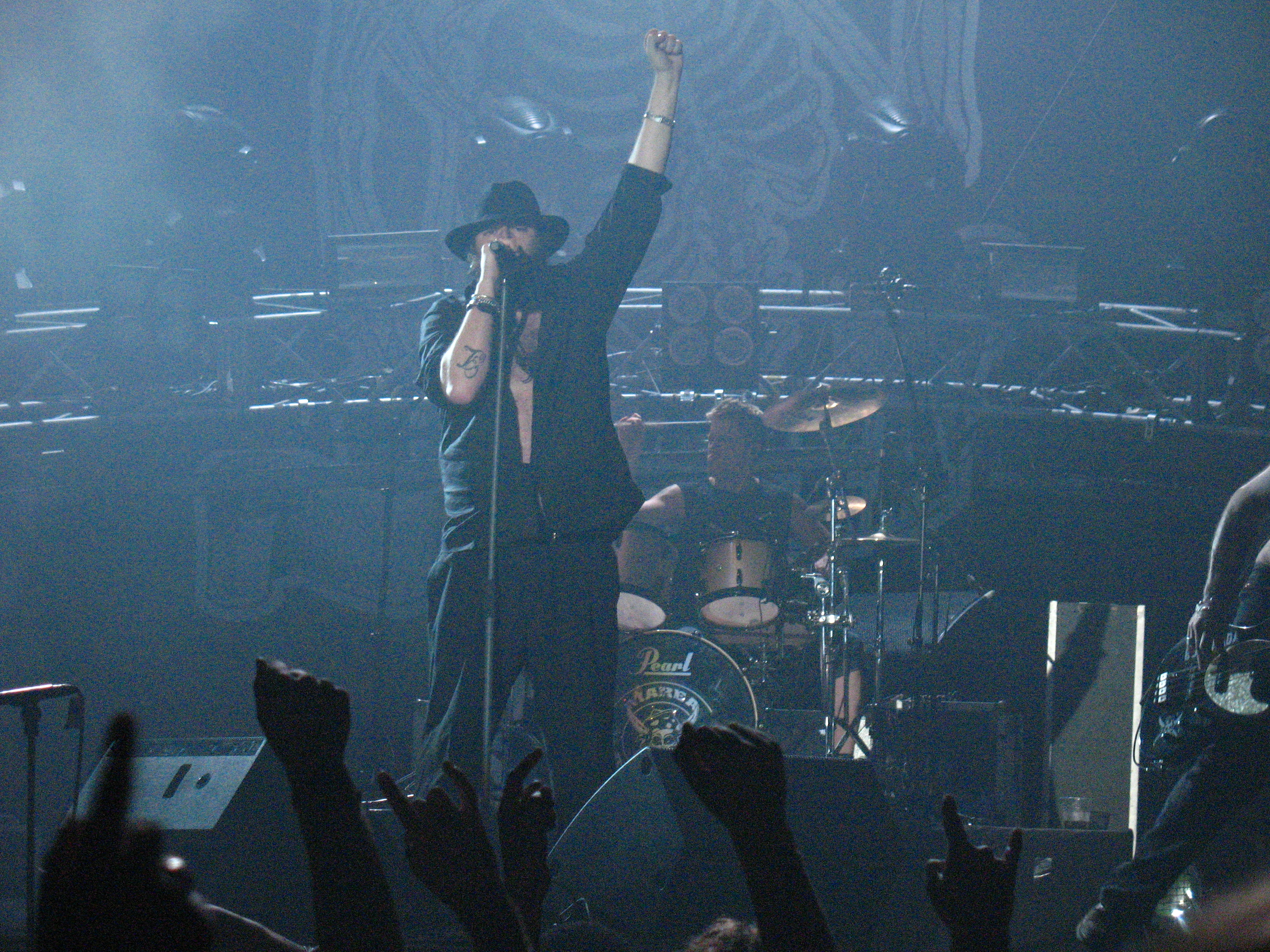
Kutxi Romero en plena actuación en el concierto de la gira "Piojoso Tour 2008" de Marea en el Olímpico de Badalona..

- Poemas indómitos (2003) (bajo él seudónimo de José Etxailarena)
- León manso come mierda (2004) (recopilatorio de los tres anteriores)
- Las moscas lo devorarán todo (2010) (junto con Sor Kampana)
- Bruce Willis es zurdo (2012) (mini poemario adelanto)
- El carretero cosaco (2015)
- Allanamientos (2017)
- La sangre al río (2020) (junto con Kike Babas)

### Discografía

#### En solitario
- Encuentro de cantautores (1998), grabado junto con Pablo Líquido y Joseba Lasa. Incluye las canciones Marea, Un cuarto sin ventanas, Desencuentro y Malos despertares.
- Raigambre (Con Ja Ta Já) (2009)
- Aquí huele a Romero (2013), recopilatorio de colaboraciones.
- Concierto por el Dravet (Con Boni de Barricada y Aurora Beltrán) (2014)
- No soy de nadie (2016)

#### ConMarea
- La patera (1999)
- Revolcón (2000)
- Besos de perro (2002)
- 28.000 puñaladas (2004)
- Las aceras están llenas de piojos (2007)
- Secos los pies: 1997-2007 (2007), recopilatorio editado en Latinoamérica.
- Coces al aire: 1997-2007 (2007), recopilatorio editado en España.
- Las putas más viejas del mundo (2008)
- En mi hambre mando yo (2011)
- El azogue (2019)
- Los potros del tiempo (2022)

#### Colaboraciones
- A Traición
  - Animal (El tiempo perdido 2004).
  - Entre tú y yo (Bocanadas de esperanza 2009).

- Abel de Pedro y los Nuevos Bourbones:
  - Ay, de la vida (Lujosas vistas a escombros 2016).

- Albertucho:
  - Mi estrella (Que se callen los profetas 2004).
  - Piltrafilla (Lunas de mala lengua 2006).
  - El bueno, el feo y el malo (Amasijo de porrazos 2008).
  - Lo venidero (Capitán Cobarde 2015).

- Amianto:
  - Sucia saliva (A mi antojo 2010).

- Aurora Beltrán:
  - No (25 Años de Trayectoria Musical 2009).

- Balacera:
  - Caballo perdedor (Peor que de rodillas 2007).

- Barricada:
  - El trompo (Directo).
  - Ya nos veremos.
  - Cada noche (tributo Barricada "Un camino de piedras")
  - La balanza (Flechas cardinales 2012)

- Básico:
  - Se refleja rock'n'roll (Tierra de barros 2009).

- Belo y los Susodichos:
  - Pan y circo (Pan y circo 2014)

- Betagarri:
  - Presaka (Zorion argiak 2012).

- Bhatoo:
  - Paso a paso (Gente de la calle 2003).

- Bocanada:
  - Río (Caballos de rienda larga 2009).

- Bulldog (banda) 
  - Templanza (Sangre y fuego 2017)

- Camino Equivocado:
  - El camino equivocado (Caminando 2012).

- Carlos Chaouen:
  - Corazón (Tótem 2005)

- Cero a la Izquierda
  - De tanto (La vela muda 2012)

- Censurados:
  - Sin tu piel (Suerte 2008)

- Cierrabares:
  - Lluvia y viento (Principio de destrucción 2012)

- D.A.0:
  - Marioneta sin cuerdas (Cero 2012)

- Descendientes:
  - Bailando con demonios (¡Arde por dentro! 2017)

- Desalojo:
  - A cada instante (Papeles mojados 2010).
  - Parte del viento (Papeles mojados 2010).

- Desastre:
  - Que no amanezca (Callejón desastre 2009).

- Despistaos:
  - El malo del cuento (¿Y a ti qué te importa? 2004).
  - Cada dos minutos (Vivir al revés 2007).

- Deskontrol:
  - Entre tú y yo (Las calles están dormidas 2008).

- Dikers:
  - Perro callejero (Se escribe sin c 2001).
  - Tengo un plan (Dale gas 2002).

- Dirección Prohibida:
  - Mientras amanece (Haciendo balance 2008).

- DoXa:
  - Estiércol en la almohada (Maqueta 2009)
  - Estiércol en la almohada - Reedición de la maqueta 2011) .

- Duo Kie:
  - Voy a por ti (So Payaso) (De Cerebri Mortis 2011).

- El Color de la Duda:
  - El club (En directo dos mejor que uno 2009).

- El Cuarto Verde:
  - El pico de un colchón (Maneras de incordiar 2008).(Homenaje a Rosendo).

- El Drogas:
  - Barrio conflictivo (Un día nada más 2016).

- El Malo del Cuento:
  - Los girasoles (Las Buenas Noches De La Mala Vida 2010).

- El Postre de los Ratones:
  - El dulce de los lirones (Restos y Despojos III 2013).

- El Vicio del Duende:
  - Quisiera (Humo 2009).

- En Espera:
  - Tras la barra (Maqueta 2008)(Versión de Platero y Tú).
  - Des-espera (D`Perkaleo 2010).

- EnBlanco:
  - Vida (Fracaso, etcétera 2007).
  - Esta vida me va a matar (Nuestra es la noche 2009).

- Entrevías:
  - Al final es el final (Humo y cristal 2008).

- Esencia de Bar:
  - Jazmine.

- Estrago:
  - Maldita extraña forma (Cabeza loca 2004).

- Exceso
  - La mano de barro (Canciones del segundo origen 2012).

- Forraje: 
  - Tú sin braguitas, yo sin calzones (Estoy que muerdo 2003).
  - Las torres de tus lamentos (Retales de vino y Luna 2009).
  - Dueña de mis resacas (Quince duchas de agua helada 2014).

- Furia Urbana:
  - Por el barrio (De buenas a primeras 2007).

- Gatillazo:
  - Zona glam (Sex pastels 2008).

- Gurú Pendejo:
  - 1000 caladas (Romper con todo 2007).

- Habeas Corpus:
  - Antes morir que vivir muertos (20 años de rabia y sueños 2013).

- Inadaptados:
  - Tu pañuelo (Tela de araña 2011).

- Insolenzia:
  - Llueven deseos (La boca del volcán 2010).
    - Escuchar canción

- Iratxo:
  - El aire que da la vida (Donde el aire da la vuelta 2008).
  - El teatro de los balcones (A versos y bocaos 2009).
  - Carita de mentira (Amor y otras guerras 2012).

- Jere:
  - Tan raro (Los colores de la luz 2013).

- Kaxta:
  - Los pájaros de mi cabeza (Arremeto 2011).

- Khurare:
  - Soñé (Hoy 2000).

- Killer y El Drogas:
  - Askatasun taupadak (Askatasun taupadak 2004).

- Koke:
  - El sordo (R que r 2008).

- Koma:
  - Bienvenidos a degüelto (Molestando a los vecinos 2001).

- La Fuga:
  - Los lunes de octubre (Calles de papel 2003).
  - Heroína (Negociando gasolina 2005).

- La Isla:
  - Ay, pena, penita, pena (Mejor solo que mal acompañao 2006).

- La Sombra del Grajo:
  - Para Siempre Todavía (Déjà Vu, 2020. Tema que canta junto a Marcos Molina, de Gritando en Silencio, y escrito por Ángel Báez).

- Labuela:
  - Cruzó el mar (Siempre el mismo cuento 2008).

- Las Gafas de Mike
  - Esta Noche (Las Gafas de Mike 2010).

- Lágrimas De Sangre
  - Chispa y Oxígeno(Vértigo 2019).

- Línea2:
  - Pan de ayer (Brazos cruzados 2009).

- Los Barrankillos:
  - Déjame sentirme bien (Comer y ladrar 2013).

- Los Bombarderos:
  - Choreas (Yo vengo a ofrecer mi comedor... 2009). Escuchar Canción:

- Los Reconoces:
  - Segunda impresión (Segunda impresión 2003).
  - La risa

- Losdelgás:
  - Entre tiburones (El Cedé 2006).
  - La bien pagá (Alerta naranja 2008).

- Lülu
  - Si la ves (De aquellos polvos... 2018).

- Mägo de Oz:
  - Vodka'n'roll (Gaia III:Atlantia 2010).

- Mandanga:
  - Orgía privada (Aullidos 2011).

- Medina Azahara:
  - Necesito respirar (25 años 2005).
  - Abre la puerta (30 años 2011)

- Miguel Costas:
  - Jamón (Costas is back 2012).

- Mojinos Escocíos
  - Burlando la ley (Mená Chatruá 2011).

- Motxila 21:
  - No somos distintos (No somos distintos 2013).

- Muy Deficiente:
  - Maldito Calderón (Caro tributo 2009).

- Mr.Fylyn:
  - Deja que sea yo (Mírame 2001).
  - Sube a mi sueño (Sube a mi sueño 2007).
  - Arrecifes de Humo (Directo 2009).

- Mr.Moshing:
  - Noche de cuervos (Caso omiso 2007).

- Natos Y Waor
  - Quiero Volar (Luna Llena 2022),

- Pan de Higo:
  - ¿Quién da más? (Soliloquios y mandangas 2004).
  - Cuándo oigo un rocanrol (Enemigos del silencio 2007).

- Porretas:
  - Última generación (20 y serenos 2011)
  - Porretas (20 y serenos 2011)
    - Escuchar canción

- Puerta 104:
  - Piedras contra balas (Piedras 2008).

- Rebeldía:
  - Arena al caminar (Después del Silencio 2013).

- Reincidentes:
  - Romance de las piedras (El comercio del dolor 2005).

- Rhune:
  - Mala mujer (Frente al espejo 2005).

- Sikarios:
  - La vida en un puño (Elegante pero infernal 2003).

- Silencio Absoluto:
  - Ayer me vi (A brincos entre la Luna y el Sol 2002).
  - Soy un bandido (Camisa de once varas 2004).

- Sínkope:
  - El carro de la vida (Esta noche se merece otra ronda 2007).

- Sioux:
  - Cara o cruz (De vuelta 2007).

- Sol de Invierno:
  - Balas de plata (enero de 2009).

- Tabletom:
  - Guadalmedina (7000 Kilos 2002).

- The Vientre:
  - Clencha (En directo 2003).
  - Virgen de la caradura (Por aquí van los tiros 2006).

- Txapel:
  - Jodido (Tonto el que lo lea 2004).
  - Yo soy feliz (Tonto el que lo lea 2004).

- UGE:
  - Eva (Escupes o tragas? 2011).

- Xuorum:
  - Mil colores (X-tragos 2009).

- Zirrosis:
  - Ave de ala rota (Don dinero 2011).

- Jauría: (grupo argentino) participa en las voces de la canción "Lanzallamas" compuesta por Raimundo Horacio Fajardo, baterista del grupo homónimo del reciente disco "Libre o Muerto" editado en 2013.

- Varios:
  - Euskadi gaztea (2005).

- Versiones:
  - Mi casa (Los Suaves).
  - Jesucristo García (Extremoduro).
  - Señora (Serrat).